# 王林口镇
王林口镇，是中华人民共和国河北省保定市阜平县下辖的一个乡镇级行政单位。
2013年，河北省民政厅批复同意撤销王林口乡，设立王林口镇，镇人民政府驻西王林口村王林口大街45号。

## 行政区划
王林口镇下辖以下地区：
西王林口村、东王林口村、刘家沟村、五丈湾村、马坊村、马沙沟村、前岭村、辛庄村、马驹石村、南刁窝村、南湾村、上庄村、方太口村、西庄村、东庄村、寺口村、瓦泉沟村、董家口村、南峪村和神台村。